# Bataille de Bileća
Guerres ottomano-bosniaque
La bataille de Bileća a été combattu le 26 août 1388 entre les forces du royaume de Bosnie dirigées par le grand-duc du royaume, Vlatko Vuković et les Turcs ottomans sous la direction de Lala Şâhin Pacha. L'armée ottomane a fait irruption dans Zachlumie, la région sud du royaume. Après des jours de pillage, les envahisseurs se sont affrontés avec la force de défense près de la ville de Bileća, se terminant par la victoire décisive de cette dernière.

## Contexte
Les Turcs ottomans, basés en Thrace, sont apparus comme un facteur militaire et politique considérable pour les Balkans occidentaux dans les années 1380. Ayant transformé les dirigeants de divers pays de Macédoine en vassaux, les Ottomans sous Mourad Ier ont commencé à lancer des raids à l'ouest, vers la côte Adriatique. Ils ont ardemment aidé les seigneurs féodaux des Balkans dans leurs guerres entre eux, augmentant et exploitant la discorde et affaiblissant délibérément les États des Balkans. On pensait que le Royaume de Bosnie était suffisamment éloigné pour être à l'abri d'une incursion ottomane et à l'est, il était protégé par une ceinture d'États indépendants qui se sont élevés après la chute de l'empire serbe.
Cependant, la distance entre la Bosnie et la Thrace ottomane n'a pas été une barrière. L'hostilité entre le roi Tvrtko Ier de Bosnie et Đurađ II Balšić, dirigeant de Zeta (l'un des statelets serbes) et vassal de Mourad, a conduit à des affrontements entre Bosniaques et Turcs plus tôt que prévu. La première incursion ottomane en Bosnie, dont on sait peu de choses, a eu lieu en octobre 1386. Elle a probablement été suggérée et activée par Đurađ et a provoqué la panique dans la République voisine de Raguse. En 1388, Đurađ contacta le commandant ottoman Lala Şahin Pacha, faisant alors la guerre en Épire, dans l'espoir d'atténuer Tvrtko.

### Attaque ottomane
La menace d'une attaque ottomane contre la Bosnie est apparue au début d'août 1388. Le dirigeant ottoman Mourad avait envoyé Lala Şahin Pacha pour aider Đurađ. Les autorités de Ragusan ont envoyé un émissaire à Đurađ concernant les Turcs qui avaient fait irruption dans Zachlumia, dans le sud du royaume de Tvrtko et très près de la Raguse elle-même. Le 15 août, les Ragusans ont décidé de fournir un refuge dans leur état aux sujets de Tvrtko qui fuyaient l'avancée des envahisseurs, permettant aux nobles et aux gens du commun de se réfugier dans la ville de Dubrovnik et la péninsule de Peljesac autour de la ville de Ston respectivement. Les murs de Ston étaient préparés pour la défense; le 19 août, tous les habitants ont été chargés de défendre la péninsule et le lendemain, Tvrtko a également envoyé 1 000 hommes pour aider les défenseurs. Un émissaire a également été envoyé ce jour-là à Lala Şahin Pacha, qui était déjà à proximité. Les Ragusans avaient l'intention de se protéger face à l'affrontement imminent et l'émissaire envoyé au commandant ottoman était probablement destiné à la fois à négocier et à fournir des renseignements. Le 22 août, l'avis du tribunal hongrois a également été demandé.
La taille de l'armée envoyée par Mourad contre Tvrtko n'est pas connue, mais elle devait être considérable puisqu'elle comprenait ses propres fils. Ce n'était certainement pas une vaste bande conquérante, mais ce n'était pas non plus une petite bande de pillage. Son objectif était d'apporter le pillage ainsi que de mettre en valeur la puissance militaire de Mourad.
L'armée du roi Tvrtko, dirigée par son général le plus compétent et le plus fiable, le Grand-Duc de Bosnie, Vlatko Vuković, a permis aux Turcs de pénétrer jusqu'à la ville de Bileća. Les Bosniaques ont engagé les envahisseurs dans les gorges de Zachlumie et les ont vaincus de manière décisive. Lala Şahin Pacha a à peine échappé à sa vie; peu de ses hommes étaient aussi chanceux. La date précise est contestée; selon une chronique ultérieure des événements, la bataille a eu lieu le 27 août. Déjà le 26 août, cependant, les Ragusans ont informé le roi Sigismond de Hongrie du résultat et ont décidé de libérer les Zétans et les Albanais capturés, qui avaient été dans l'armée ottomane.

### Conséquences
L'attaque et la défaite ottomane rendirent Tvrtko et Đurađ plus disposés à s'entendre. La victoire bosniaque n'a pas éclipsé les effets du pillage ottoman. Alors que de futures incursions restaient une possibilité, les Bosniaques n'ont plus affronté l'armée ottomane pendant près d'un an après la victoire de Bileća. En juin 1389, cependant, Mourad lui-même marcha vers l'ouest, dans l'intention peut-être de frapper éventuellement contre Tvrtko. Mourad aurait pu également soupçonner que Lazar Hrebeljanović, dirigeant de la Serbie morave, avait contribué à la défaite près de Bileća. Cela a forcé les Bosniaques et les Serbes à se regrouper contre son armée lors de la bataille de Kosovo Polje.

## Sources
- Colin Imber, The Ottoman Empire, 1300–1650 : The Structure of Power, Palgrave Macmillan, 2009, 448 p. (ISBN 978-1-137-01406-1 et 1-137-01406-7)
- Caroline Finkel, Osman's Dream : The History of the Ottoman Empire, Basic Books, 2007 (ISBN 978-0-465-02397-4 et 0-465-02397-5)
- (sh) Sima Ćirković, Историја средњовековне босанске државе, Srpska književna zadruga,‎ 1964
- Vladimir Ćorović, Istorija srpskog naroda, Janus, 2001 (lire en ligne)